# 脊項弱棘魚
脊項弱棘魚，為輻鰭魚綱刺尾鯛目弱棘魚科脊項弱棘魚屬的其中一種，分布於西大西洋區，從加拿大新斯科細亞至南美洲北部海域，棲息深度80-540公尺，體長可達125公分，生活在沙泥底質海域，為底棲性魚類，屬肉食性，以甲殼類、貝類、頭足類、海參等為食，可做為食用魚及遊釣魚。